# Mon tissu préféré
Pour plus de détails, voir Fiche technique et Distribution.
Mon tissu préféré est un film dramatique français réalisé par Gaya Jiji, sorti en 2018 et présenté au 71e Festival de Cannes dans la section Un certain regard en 2018. C'est le premier film de la réalisatrice syrienne exilée à Paris, inspirée par ses souvenirs personnels.

## Synopsis
En 2011, au début de la guerre civile syrienne, l'histoire de Nahla, jeune femme célibataire de 25 ans, qui vit avec sa mère et ses deux sœurs dans une banlieue morose de Damas et qui subit la pression de se marier sans tarder. Celle-ci est tiraillée entre son désir de liberté et l'espoir de quitter le pays grâce à un mariage arrangé avec Samir qui vit aux États-Unis. Mais ce dernier décide de manière imprévue de se marier avec la sœur cadette, Myriam. Nahla se rapproche alors de Mme Jiji, une voisine installée depuis peu dans l'immeuble, qui la fascine et déroute en même temps. Elle dirige en fait une maison close clandestine dans son appartement. Nahla va braver les interdits et découvrir le monde de fantasmes de Mme Jiji.

## Fiche technique
- Titre : Mon tissu préféré
- Réalisation : Gaya Jiji
- Scénario : Gaya Jiji, Zoé Galeron et Eiji Yamazaki
- Photographie : Antoine Héberlé
- Montage : Jeanne Oberson
- Costumes : Tugba Ataç
- Décors : Nadide Argun
- Musique : Peer Kleinshmidt
- Producteur : Laurent Lavolé
  - Producteur exécutif : Asli Erdem
  - Coproducteur : Vanessa Ciszewski, David Hurst, Nadir Öperli et Eiji Yamazaki
- Production : Gloria Films
  - Coproduction : Dublin Films, Katuh Studio, Liman Film, Les Films de la Capitaine et Das kleine Fernesehspiel
- Distribution : Sophie Dulac Distribution
- Pays d’origine :  France,  Allemagne et  Turquie
- Genre : Drame
- Durée : 95 minutes
- Dates de sortie :
  - France :
    - 11 mai 2018 (Cannes)
    - 18 juillet 2018 (en salles)

## Distribution
- Manal Issa : Nahla
- Ula Tabari : Mme Jiji
- Souraya Baghdadi : Salwa
- Mariah Tannoury : Myriam
- Nathalie Issa : Line
- Saad Lostan : Samir
- Wissam Fares : Salem
- Amani Ibrahim : Shrim